# Apateon
Apateon is een geslacht van uitgestorven temnospondyle Batrachomorpha (basale 'amfibieën'), dat voorkwam in het Vroeg-Perm.

## Beschrijving
Deze amfibieën konden een lengte van ongeveer vijf tot twaalf centimeter bereiken, terwijl de lengte van de schedel acht tot vierentwintig millimeter kon bereiken. Ze leken op een salamander en hadden een lateraal afgeplatte staart met een lange, hoge vin. Het lichaam was volledig bedekt met afgeronde schubben. Het gedeelte van de schedel achter de ogen was vrij kort. Aan de andere kant van het hoofd zijn er drie paar lange, spiraalvormige uitwendige kieuwen. Ze hadden een zwak verbeend skelet en een brede, korte schedel met enorme ooggaten. Het dier had sterk gereduceerde ribben en de handwortel- en voetwortelbeentjes waren niet verbeend. De tanden waren klein en scherp. Aan de handen bevonden zich vier vingers. Het dier vertoonde neotenie.

## Biologie en levensstijl
Apateon was seksueel volwassen in de larvale staat, met het behoud door volwassenen van eigenschappen die bij de juvenielen werden gezien (neotenie). Deze volledig aquatische dieren leefden in semi-permanente meren en waterplassen. Ze voedden zich met micro-organismen.

## Vondsten
Fossielen van Apateon werden gevonden in zoetwaterlagen uit het Perm van Duitsland (295,0 tot 290,1 miljoen jaar geleden).

## Soorten
- †Apateon caducus
- †Apateon dracyi
- †Apateon flagrifer
- †Apateon gracilis
- †Apateon kontheri
- †Apateon pedestris von Meyer 1840
- †Apateon umbrosus